# Breamore House
Breamore House est un manoir élisabéthain connu pour sa belle collection de peintures et de meubles et situé au nord-ouest du village de Breamore, au nord de Fordingbridge, Hampshire, Angleterre. Bien qu'il reste entre des mains privées, il est ouvert aux visiteurs d'avril à octobre .

## Histoire

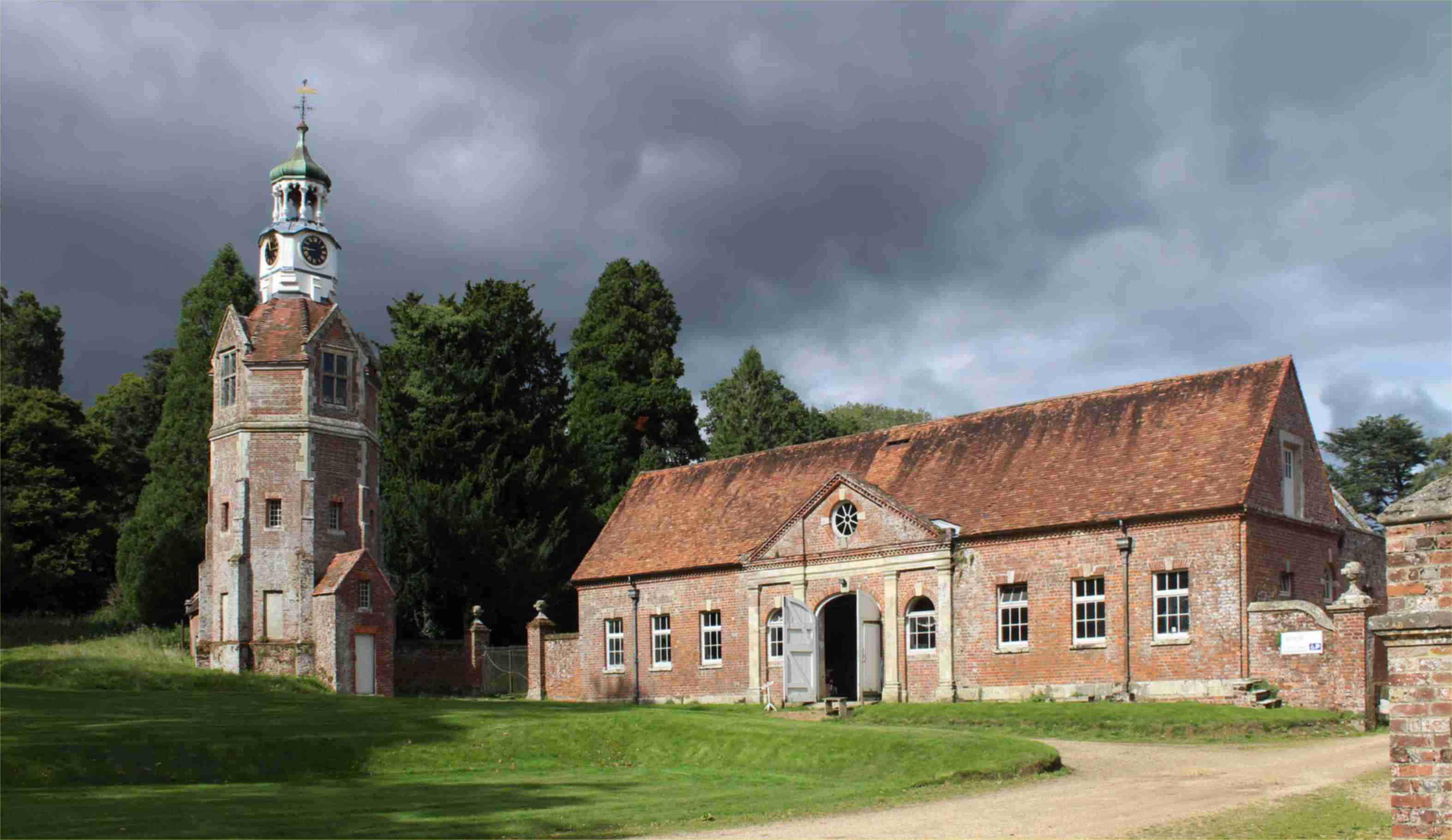
Les écuries et la tour N de la maison principale

Breamore House est achevée en 1583 par la famille Dodington et est construite sur le site de Breamore Priory. Le bâtiment connait des modifications mineures au XVIIIe siècle et subit une restauration considérable après un incendie majeur en 1856.
Achetée au XVIIIe siècle par Edward Hulse, baronnet et médecin de la reine Anne et des rois George Ier et George II  la maison est toujours habitée par la famille Hulse ,.
Après son mariage avec Dame Elizabeth, fille de Richard Levett, lord-maire de Londres et propriétaire du palais de Kew, la famille Hulse acquiert de nombreux héritages des Sussex Levetts, une ancienne famille normande, qui sont exposés dans la maison .

## Lieux de tournage
Breamore House est utilisé comme l'un des lieux de tournage du film Pride & Prejudice de 2005.
Breamore est également le lieu de tournage de l'émission spéciale 2009 de HBO sur Winston Churchill intitulée Into the Storm, où la maison remplace Checkers, la maison du Premier ministre .